# Lund (Gemeinde)
Koordinaten: 55° 42′ N, 13° 12′ O

Lund ist eine Gemeinde (schwedisch kommun) in der südschwedischen Provinz Skåne län und der historischen Provinz Schonen. Der Hauptort der Gemeinde ist Lund. Sie gilt als die Gemeinde mit dem stärksten Bevölkerungszuwachs Schwedens.

## Orte
Folgende Orte sind Ortschaften (tätorter):
- Dalby
- Genarp
- Idala
- Lund
- Revingeby
- Södra Sandby
- Stångby
- Torna Hällestad
- Veberöd

## Lage
Die Gemeinde Lund hat keinen Zugang zum Meer. Sie grenzt an folgende Nachbargemeinden:
| Kävlinge           | Eslöv                                       | Eslöv  |
| Lomma Staffanstorp | Kompassrose, die auf Nachbargemeinden zeigt | Sjöbo  |
| Svedala            | Trelleborg                                  | Svalöv |

## Politik
Lund ist eine Hochburg der Liberalen und der Grünen, während die Sozialdemokraten unterdurchschnittlich repräsentiert sind. Die Kommunalpolitik war lange Zeit von politischem Konsens geprägt, wobei sowohl bürgerliche als auch sozialdemokratische Politiker führende Positionen in der Gemeinde erhielten. Im Zusammenhang mit dem Einzug der Kommunisten verschärfte sich aber der politische Konflikt mit den Blöcken. Im Laufe der 1980er und 1990er Jahre wechselten sich immer wieder bürgerliche Koalitionen ab. Von 2002 bis 2006 wurde die Gemeinde von den Sozialdemokraten, der Linkspartei und den Grünen regiert. Zwischen 2006 und 2014 bildeten die Gemäßigten, die Volkspartei, die Zentrumspartei und die Christdemokraten die Mehrheit im Gemeinderat. Bei den Wahlen 2014 konnte keiner der traditionellen Blöcke eine Mehrheit erringen. Die Sozialdemokraten, die Grünen und die Linkspartei entschlossen sich zu einer Zusammenarbeit mit der Feministischen Initiative, die jedoch bereits im Herbst 2015 scheiterte. Auch nach der Wahl 2018 herrschten unklare Mehrheitsverhältnisse. Philip Sandberg von den Liberalen führte eine Minderheitsregierung an. Nach der Wahl 2022 übernahm eine Koalition von Moderaten und Sozialdemokraten die Macht. Vorsitzender des Gemeinderats ist aktuell Mats Helmfrid von den Moderaten. 

### Partnerstädte
| - Greifswald, Deutschland - Hamar, Norwegen - León, Nicaragua - Borgå, Finnland - Viborg, Dänemark | - Nevers, Frankreich - Dalvík, Island - Zabrze, Polen - Coimbra, Portugal |